# Heilong (köping i Kina, Sichuan)
Heilong (kinesiska: 黑龙镇, 黑龙) är en köping i Kina. Den ligger i provinsen Sichuan, i den sydvästra delen av landet, omkring 88 kilometer söder om provinshuvudstaden Chengdu. Antalet invånare är 23 595. Befolkningen består av 11 973 kvinnor och 11 622 män. Barn under 15 år utgör 11,0 %, vuxna 15-64 år 72 %, och äldre över 65 år 15,0 %.
Genomsnittlig årsnederbörd är 1 512 millimeter. Den regnigaste månaden är juli, med i genomsnitt 367 mm nederbörd, och den torraste är januari, med 14 mm nederbörd.